# Podiceps major
Lo svasso gigante o svasso maggiore del Sudamerica (Podiceps major (Boddaert, 1783)) è un uccello della famiglia Podicipedidae.

## Distribuzione e habitat
La specie ha un esteso areale che comprende Perù, Brasile meridionale, Paraguay, Uruguay, Cile, Argentina, nonché le isole Falkland (Malvinas) e i territori britannici d'oltremare Georgia del Sud e Isole Sandwich Australi.